# 西島知宏
西島 知宏（にしじま ともひろ、1977年4月16日- ）は、日本のクリエイティブディレクター。奈良県の県紙である奈良新聞社の非常勤取締役。

## 略歴
1977年京都府生まれ。 上宮高等学校卒。関西学院大学商学部卒。早稲田大学大学院修了後、2003年電通に入社し、クリエイティブ局所属。2007年電通を退社し、BASE代表取締役。同年6月、奈良新聞社取締役就任。
2015年1月、デジタルメディア「街角のクリエイティブ」を立ち上げ、月間ページビュー100万のメディアに成長させる。
2016年2月、初の著書『思考のスイッチ ~人生を切り替える11の公式~』がAmazonビジネス企画ランキングで1位を獲得する。同年11月20日、韓国で『思考のスイッチ ~人生を切り替える11の公式~』の韓国版『생각의 스위치』が発売される。

## 著書
- 『思考のスイッチ ~人生を切り替える11の公式~』（フォレスト出版、2016年2月6日）
- 『생각의 스위치』（2016年11月20日）

## 主な担当作品
- 早稲田アカデミー「虫好きの少女」
- 奈良新聞社「クリエイティブ・アド」
- 新聞広告の日プロジェクト「朝日新聞社×左ききのエレン Powered by JINS」
- クリーニングモリ 「白紙広告」
- JINS「ブランドキャンペーン“見つめているすべてが、人生だ。”」
- 富士重工業「MINICAR GO ROUND」
- スペースシャワーTV「震災復興支援活動“MUSIC SAVES TOMORROW”」
- 全日本空輸「誘うドラマANA」
- フジテレビジョン「失恋ショコラティエ」
- フジテレビジョン「遅咲きのヒマワリ」
- テレビ朝日「ダブルス」
- テレビ朝日「松本清張スペシャルドラマ”黒い福音”」
- オンワード樫山「FORSTE」ブランド
- スペースシャワーTV「夏フェス・インスタグラムキャンペーン“InstaPhoto Fes”」
- JTB「100周年記念キャンペーン」
- 奈良新聞社「日本人初の女性総理は、きっともう、この世にいる。」他

## 主な受賞歴
- SHORT SHORTS FILM FESTIVAL & ASIA Branded Shorts of the year
- NEW YORK FESTIVAL THIRD PRIZE AWARD
- SPIKES ASIA SILVER
- ADFEST
- 新聞広告賞
- ACC メディアクリエイティブ部門特別賞
- TCC賞
- TCC新人賞
- OCCグランプリ
- OCC新人賞
- OCC新聞雑誌広告部門賞
- FCC賞
- 消費者のためになった広告コンクール
- インターネット広告電通賞
- 日本プロモーショナル・マーケティング・プランニング賞金賞

## メディア掲載歴
- Yahoo!ニュース
- 読売新聞（YOMIURI ONLINE）
- 朝日新聞
- 朝日新聞デジタル＆m
- 朝日新聞出版 dot.
- 広告朝日
- 電通報
- 財経新聞
- ブレーン
- 宣伝会議
- コマーシャルフォト
- AdverTimes
- HRナビ
- リスタ!
- はたラボ 他

## 関連記事
- 奈良新聞が無料広告コンペ　最優秀作品を全面で（Yahoo!ニュース）[リンク切れ]
- 「JK×鶴の恩返し」の考え方『思考のスイッチ』（電通報）